# Włodzimierz (Sokołowski-Awtonomow)
Włodzimierz, imię świeckie Wasilij Grigorjewicz Sokołowski-Awtonomow (ur. 19 grudnia?/31 grudnia 1852 w Senkowce, zm. 27 listopada 1931 w Moskwie) – rosyjski biskup prawosławny.

## Życiorys
Ukończył seminarium duchowne w Połtawie i Kazańską Akademię Duchowną. 29 września 1878 złożył wieczyste śluby zakonne. Święcenia diakońskie i kapłańskie przyjął odpowiednio 1 i 3 października tego samego roku. W 1879 został dołączony do składu rosyjskiej misji prawosławnej w Japonii. W Japonii przebywał do 1886, gdy został przeniesiony do seminarium duchownego w Chełmie w charakterze wykładowcy. Od 1884 był igumenem, zaś w 1887 otrzymał godność archimandryty. W tym samym roku został inspektorem seminarium w Chełmie, jednak funkcję tę pełnił jedynie przez kilka miesięcy. 20 grudnia 1887 miała miejsce jego chirotonia na biskupa Aleutów i Alaski. W marcu następnego roku przybył do San Francisco.
Jako ordynariusz rosyjskiej eparchii prawosławnej w Stanach Zjednoczonych opracował tłumaczenie prawosławnych tekstów liturgicznych na język angielski oraz napisał do nich muzykę, wykorzystywaną następnie w czasie nabożeństw w soborze w San Francisco. Rozpoczął również wznoszenie w tym mieście nowego soboru katedralnego. Odbył wiele podróży duszpasterskich po Stanach Zjednoczonych. W czasie jednej z nich, do Minneapolis, przyjął prawosławne wyznanie wiary od greckokatolickiego kapłana Aleksego Totha, co zapoczątkowało działalność misyjną Rosyjskiego Kościoła Prawosławnego wśród grekokatolików-emigrantów z Galicji i Rusi Węgierskiej przebywających w USA (jej efektem było pozyskanie przez Cerkiew rosyjską do 1917 nawet 200 tys. konwertytów).
W 1891 został wyznaczony na biskupa ostrogoskiego, wikariusza eparchii woroneskiej i wyjechał ze Stanów Zjednoczonych. Następnie był biskupem orenburskim i uralskim (od 1896 do 1903) oraz jekaterynburskim i irbickim (od 1903 do 1910). W 1910 zrezygnował z pełnienia obowiązków biskupa z powodu złego stanu zdrowia, obejmując równocześnie godność przełożonego monasteru Spaso-Andronikowskiego w Moskwie. W czasie swojego przebywania w tym monasterze zyskał wśród wiernych opinię świętego starca.
W 1921 patriarcha moskiewski i całej Rusi Tichon wyznaczył go na arcybiskupa jekaterynosławskiego, lecz biskup Włodzimierz nie był w stanie objąć swojej funkcji z powodu trwającej rosyjskiej wojny domowej i pozostał w Moskwie. W 1926 przez krótki czas należał do grigoriewców, jednak ostatecznie zerwał związki z tą grupą i poprzez publiczny akt pokuty powrócił do Rosyjskiego Kościoła Prawosławnego.
Zmarł w Moskwie w listopadzie 1931. Ostatnie lata życia przeżył w zupełnym ubóstwie. Został pochowany w cerkwi Wszystkich Świętych w Moskwie, gdzie pełnił posługę kapłańską w ostatnich latach życia.